# Игра по-крупному (фильм, 2008)
«Игра по-крупному» (англ. War, Inc. — «Корпорация „Война“») — кинофильм 2008 года, политическая сатира.

## Сюжет
В вымышленной стране Туракистан началась гражданская война из-за действий частной корпорации Tamerlane, которая принадлежит бывшему вице-президенту США. Бранд Хаузер — наёмный убийца, который нанят главой корпорации, чтобы убить президента конкурентов. Для этого он в качестве прикрытия помогает организовать шикарную свадьбу для азиатской суперзвезды Йоники Бабиахи. Всё изменяется, когда безжалостный убийца влюбляется в сексуального репортёра Натали Хегалхуцен.

## В главных ролях
- Джон Кьюсак — Бранд Хаузер
- Джоан Кьюсак — Марша Диллион
- Мариса Томей — Натали Хегалхуцен
- Хилари Дафф — Ионика Бабиах
- Бен Кингсли — Уолкен